# Diego Marabelli
Diego Marabelli (Zerbo, Lombardía, 23 de febrero de 1914 - Pavía, 13 de julio de 2006) fue un ciclista italiano que fue profesional entre 1936 y 1947. En su palmarés destacan tres victorias de etapa al Giro de Italia.

## Palmarés
- 1935
  - 1º en el Piccolo Giro de Lombardía
- 1938
  - Vencedor de una etapa al Giro de Italia
  - Vencedor de una etapa al Giro de los tres mares
- 1939
  - Vencedor de una etapa al Giro de Italia
- 1940
  - Vencedor de una etapa al Giro de Italia
- 1942
  - 1º en la Milán-Módena

### Resultados al Giro de Italia
- 1938. 11º de la clasificación general. Vencedor de una etapa
- 1939. 15º de la clasificación general
- 1940. 15º de la clasificación general
- 1946. 15º de la clasificación general